# Бук
Вижте пояснителната страница за други значения на Бук.
Бук (Fagus) е род листопадни широколистни дървета, разпространени в Северното полукълбо. Родът наброява около 10 вида. На български името се среща и в женски род – бука.
Характерни особености на всички тях са сивата гладка кора и едрите, вретеновидни кафяви пъпки със заострен връх. Листата им са прости, с къса дръжка, разположени последователно по клонките. Те са разнообразни по форма – яйцевидни (т.е., най-широки в долната част), елипсовидни (най-широки в средата) до обратно-яйцевидни (най-широки в горната част). Имат по няколко двойки (от 5 до 12 – 14) успоредни странични жилки. Цветовете са еднополови. Мъжките са събрани в сферично съцветие, а женските по няколко на обща дръжка. Опрашването е от вятъра. Плодовете са разположени по 1 – 2, рядко повече, в плодна „купула“ (лат. „cupula“). След узряване на плодовете, купулата се разпуква на четири дяла и плодовете опадват. Те са тип „орех“, с кафява вдървеняла обвивка, тристенни и тъй като са много специфични, имат собствено название „букови жълъди“. Вътрешната част „ядката“ е богата на скорбяла и мазнини и с приятен вкус. Съдържат алкалоиди (фагин и др.), поради което, ако се консумират сурови в по-голямо количество, могат да предизвикат опиянение. Плодовете служат за храна на много видове горски животни.
В България се срещат два вида: обикновен бук (Fagus sylvatica) и източен бук (F. orientalis). Източният бук се среща само в Странджа планина, Източна Стара планина и отчасти в Източните Родопи, а обикновеният – в останалите части на страната. Поради ценната си дървесина, видовете имат важно стопанско значение, а поради факта, че заемат обширни територии, имат средообразуваща роля.
В Северна Америка се среща едролистният бук (Fagus grandifolia), a Източна Азия е по-богата на видове – там растат F. crenata, F. japonica, F. engleriana, F. lucida и др. Аналог на род Бук от Южното полукълбо е родът Nothofagus.
Букът живее 400 и повече години.

## Видове
- Fagus crenata – Японски бук
- Fagus engleriana – Китайски бук
- Fagus grandifolia – Едролистен бук
- Fagus hayatae – Тайвански бук
- Fagus japonica – Японски син бук
- Fagus longipetiolata – Южнокитайски бук
- Fagus lucida – Светещ бук
- Fagus mexicana – Мексикански бук
- Fagus moesiaca – Мезийски (Балкански) бук[2]
- Fagus orientalis – Източен бук
- Fagus sylvatica – Обикновен бук
- Fagus taurica – Кримски (Балкански) бук

## Галерия
- Обикновен бук
- Източен бук
- Едролистен (Американски) бук
- Японски бук
- Японски син бук
- Китайски бук
- Тайвански бук